# Emílio Ritzmann
Emílio Ritzmann (Joinville, 22 de novembro de 1880 — Florianópolis, 1 de maio de 1960) foi um político brasileiro.
Filho de Jacó Ritzmann, nascido na Suíça, e de Madalena Ritzmann. Casou com Georgina de Carvalho Ritzmann.
Foi deputado à Assembleia Legislativa de Santa Catarina na 1ª legislatura (1935 — 1937), eleito pelo Partido Liberal Catarinense.